# Famille von Luck
La famille von Luck aussi Lucke est le nom d'une famille de la noblesse allemande originaire de Silésie, qui existe encore aujourd'hui.
Elle ne doit pas être confondue avec la famille von Lucke, qui est d'origine rurale et est élevée à la noblesse prussienne en 1861, 1888 et 1908.

## Histoire
La famille est originaire de la Basse-Silésie, mais s'étend très tôt via la Basse-Lusace jusqu'à la Nouvelle-Marche, où le chevalier Albertus de Luge apparaît en 1256 et fonde la ville de Landsberg-sur-la-Warthe en 1257. Le premier membre documenté de la famille est Thymo de Luccene, qui apparaît comme témoin à Guben en 1253. Entre 1290 et 1313, Johann von Luk apparaît comme vassal du duc de Glogau.
La famille se divise en deux branches principales, Salisch en Silésie et Muschten en Nouvelle-Marche. Depuis le début des temps modernes, les membres de la famille s'appellent en partie von Luck, en partie von Lucke, souvent avec l'ajout du nom de leur domaine, par exemple Luck et Witten ou Lucke et Kursko.

## Armes

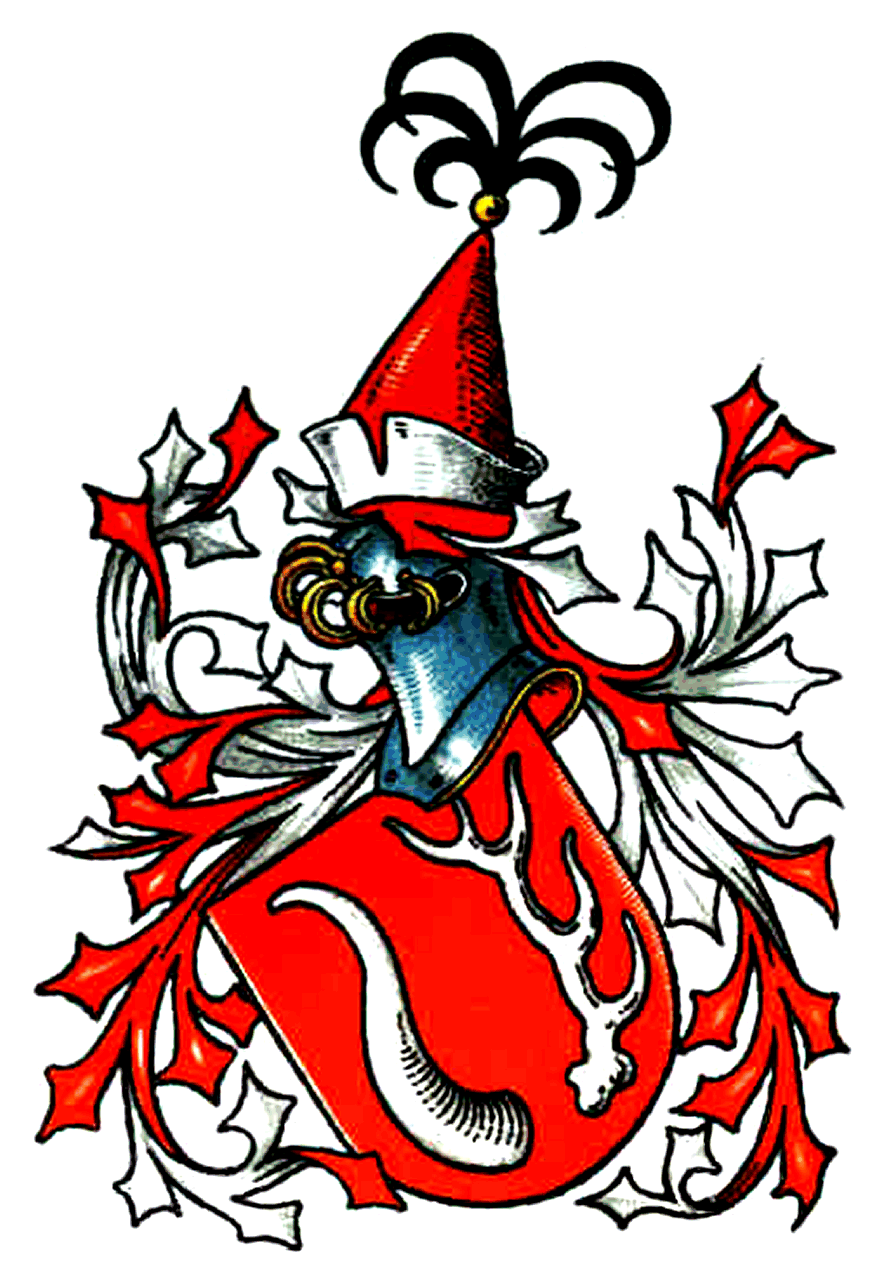
Armoiries de la famille von Luck.

En rouge à droite une corne de buffle argentée, à gauche une baguette de cerf argentée ; sur le casque à lambrequins rouge et argent, un bonnet tatar rouge à revers argenté avec un bouton doré muni de six plumes de coq noires.

## Personnalités
- Albrecht von Lucke (de) (né en 1967), publiciste politique allemand
- Gottlob Sebastian von Lucke (de) (1745-1762), poète
- Jörn von Lucke (de) (né en 1971), scientifique allemand
- Christoph Georg von Luck (de) (mort en 1766), colonel prussien
- Friedrich von Luck (1863-1939), général de division
- Hans von Luck (1911–1997), colonel allemand
- Hans von Luck (1775–1859), général prussien, chevalier de l'ordre de l'Aigle noir
- Hans von Luck und Witten (1870–1937), officier
- Hermann Leopold von Luck und Salisch (1740–1813), général de division prussien
- Kaspar Fabian Gottlieb von Luck (de) (1723–1797), général de division
- Leopold von Luck (de) (1740–1813), général de division prussien, chevalier de l'ordre Pour le Mérite
- Ludolf von Luck (de) (1817-1895), homme politique prussien
- Otto von Luck (de) (1879-1918), lieutenant-commandant prussien
- Philipp von Luck und Witten (de) (1739-1803), colonel prussien, chevalier de l'ordre Pour le Mérite
- Viktor von Luck (de) (1842-1928), homme politique prussien
- Wilhelm von Luck und Witten (1742–1820), président du district de Clèves, administrateur de l'arrondissement de Züllichau (de)